# 사활
사활(死活, 영어: life and death)은 바둑 용어의 하나로, '돌의 강약'을 중시하는 '질(quality)의 바둑'에서 쓰이는 기본적 개념이다. 별개의 돌들의 상태는 무한정 바둑판 위에 남아 있을 수 있는, 살아있는 돌(alive) 또는 상대방에 의해 잡혀서 손실이 발생하는 돌, 즉 죽은 돌(dead)로 결정된다. 기본 아이디어는 다음과 같이 요약할 수 있다. 돌들(group)이 살기 위해서는 반드시 두 개의 눈(내부의 활로)이 있어야 한다(게임이 끝날 때까지 생존한다는 의미). 죽을 가능성이 높은 약한 돌과는 반대로 강한 돌은 쉽게 죽지 않는 돌을 의미한다. '돌의 사활'은 '돌의 강약'과 밀접한 관련이 있다.
묘수풀이 등 사활을 다루는 문제를 사활 문제라고 하는데, '사활이 걸린 문제이다.', '승부처에서 사활을 걸다.'라는 표현에서 보듯이 바둑 이외에도 일상생활에서 보편적인 의미로 많이 사용되는 은어다.
|  |  |  |  |  |  |  |  |  |
|  |  |  |  |  |  |  |  |  |
|  |  |  |  |  |  |  |  |  |
|  |  |  |  |  |  |  |  |  |
|  |  |  |  |  |  |  |  |  |
|  |  |  |  |  |  |  |  |  |
|  |  |  |  |  |  |  |  |  |
|  |  |  |  |  |  |  |  |  |
|  |  |  |  |  |  |  |  |  |

a의 돌들은 미생이지만, 아직은 불확실한 상태이므로 살 수도 있다. b의 돌들은 사석(죽은 돌)이다. c와 d의 돌들은 살아 있다. 두 집을 내면 산다.